# Gustave Doret
Gustave Charles Vincent Doret (født 20. september 1866 i Aigle, død 19. april 1943 i Lausanne, Schweiz) var en schweizisk komponist og dirigent. Doret studerede først komposition og direktion på Musikkonservatoriet i Berlin, fortsatte derefter på Musikkonservatoriet i Paris hos bl.a. Jules Massenet.
Han har skrevet 2 orkesterværker, en strygerkvartetter, oratorier, operaer, korværker og sange.